# Panicum virgatum
Panic érigé, Millet vivace
Pour les articles homonymes, voir Panic (plante).
Espèce
Classification phylogénétique
Panicum virgatum, le panic érigé ou millet vivace, est une espèce de plantes monocotylédones de la famille des Poaceae (graminées), sous-famille des Panicoideae, originaire d'Amérique du Nord.
Ce sont des plantes herbacées, vivaces, très répandues aux États-Unis, autrefois considérées comme des céréales sauvages. L'espèce est présente sur tout le territoire américain (sauf dans la frange littorale du Pacifique).
Le gouvernement des États-Unis considère, depuis 2006, le panic érigé comme une source potentielle d'agrocarburants, plus respectueuse de l'environnement que d'autres, et qui pourrait réduire la dépendance des États-Unis à l'égard du pétrole.
Les anglophones lui ont donné de nombreuses dénominations vernaculaires « Tall panic grass », « Wobsqua grass, « Lowland switchgrass », « Blackbent », « Tall prairiegrass », « Wild redtop », « Thatchgrass » ou tout simplement « Switchgrass ».

## Répartition
C'est l'une des plantes herbacées qui dominaient la grande prairie à hautes herbes du Midwest où elle accompagnait - sur de vastes étendues - Sorghastrum nutans (faux-sorgho penché), Tripsacum dactyloides (herbe gama) Andropogon gerardii (barbon de Gérard) et Schizachyrium scoparium (schizachyrium à balais) et d'autres graminées prairiales. Ces herbacées étaient notamment broutées par d'immenses troupeaux itinérants de bisons nord-américains. Cette prairie a, presque partout, été mise en culture, pour y semer notamment du maïs ou du blé.
On trouve encore le panic érigé en touffes spontanées dans les reliques de la prairie sauvage, le long des chemins ruraux et dans les pâturages, ou comme mauvaise herbe, dans les champs de maïs notamment.

## Description

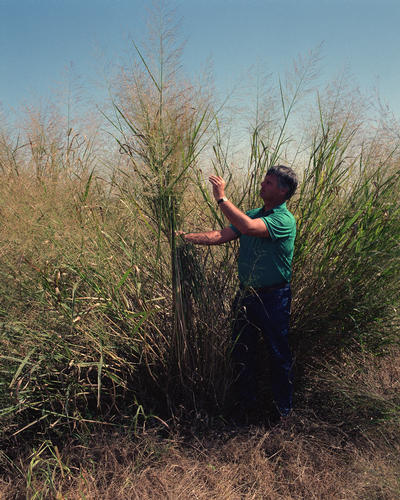
Panicum virgatum peut atteindre une taille importante

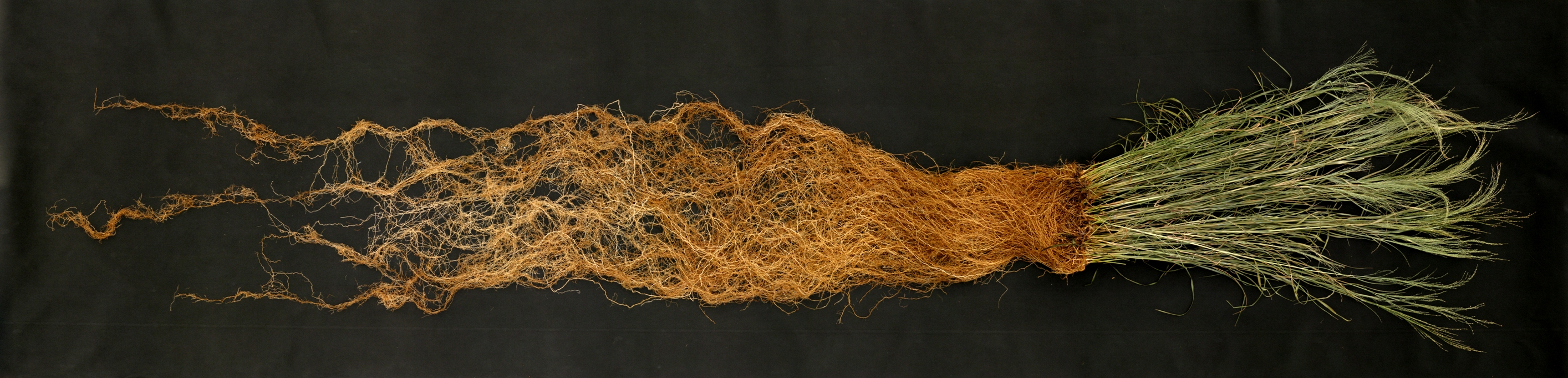
Le système racinaire très dense de P. virgatum contribue à fixer le sol et à y améliorer les interactions sol-racines-microbes ainsi que la circulation verticale de l'eau et son épuration. Cette plante a pour cela été expérimentalement réintroduite, avec succès dans certaines zones tampons à vocation d'épuration des eaux et des sols en milieu agricole aux États-Unis

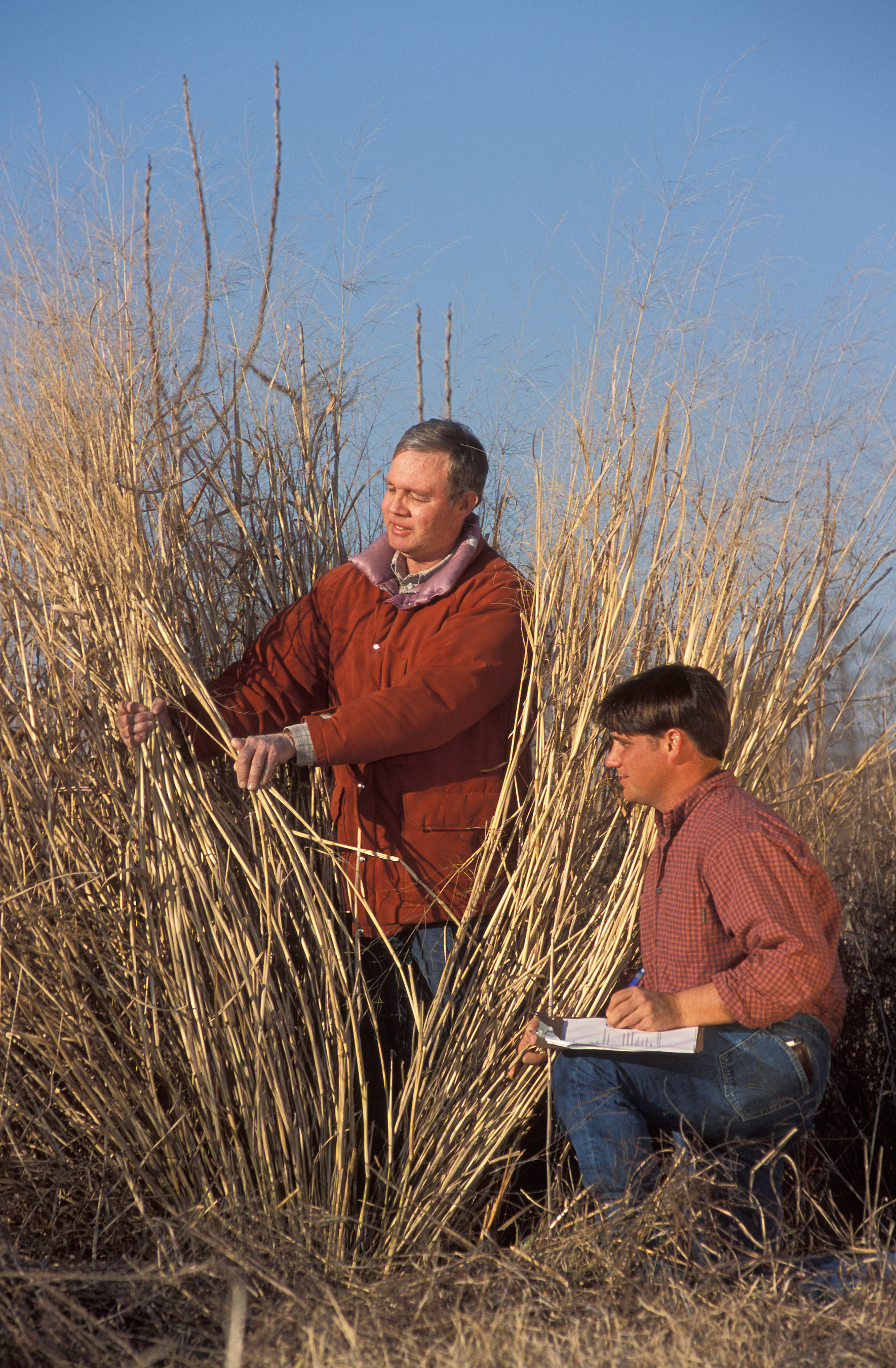
Calvin Vick (gauche) et John Massey mesurent la densité et la géométrie de touffes sauvages de Panicum virgatum (Little Topashaw Creek, Mississippi).

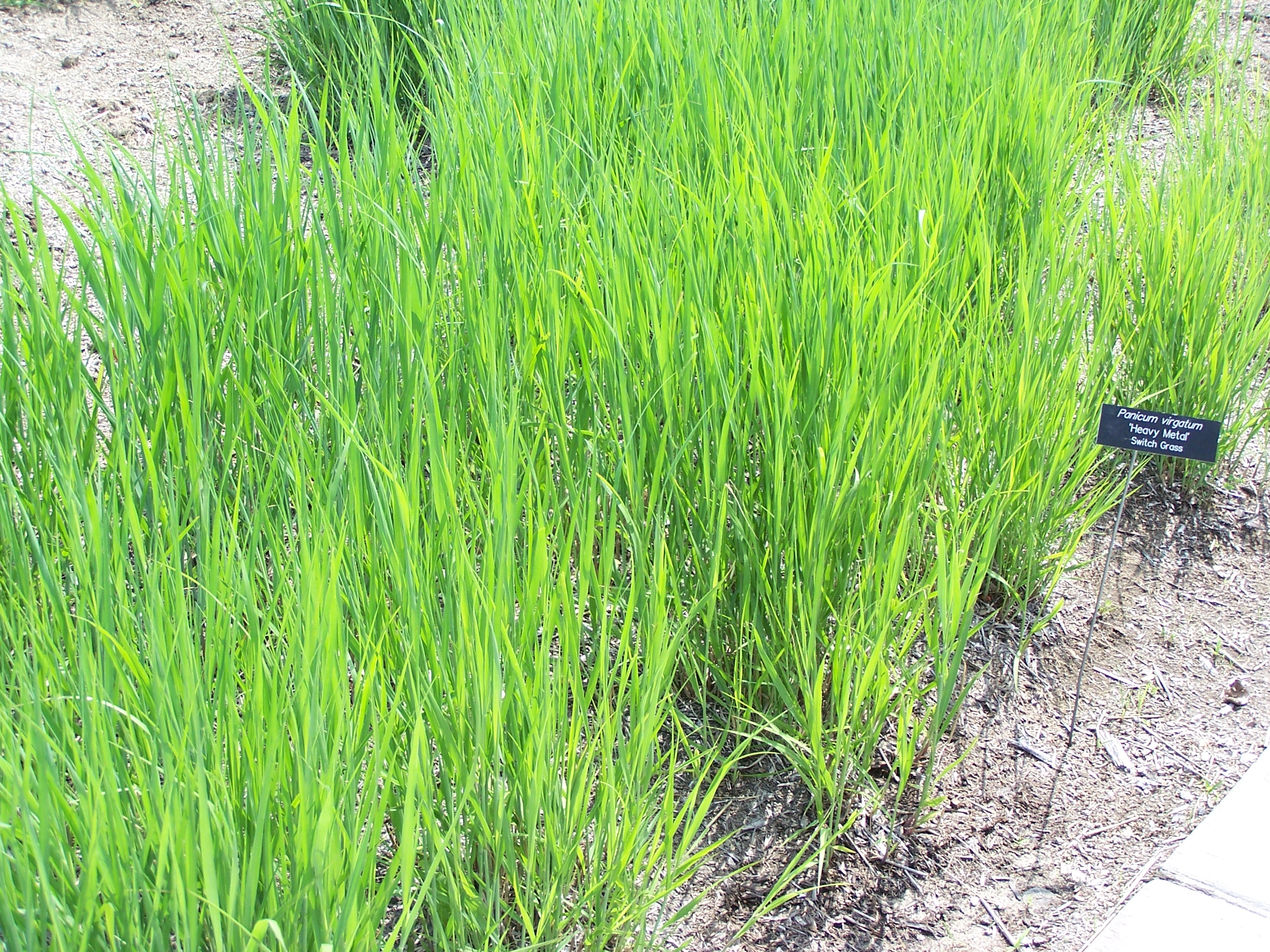
Cette plante est également réputée capable de capter une partie des métaux lourds du sol (ici en début d'été).

Panicum virgatum (aussi appelé switchgrass) est une plante vivace rhizomateuse, très rustique, adaptée à de nombreux sols et climats (ubiquiste).
Sa saison de végétation est caractérisée par une croissance plutôt tardive en saison (à partir de la fin du printemps). Elle entre en dormance en hiver et s’épanouit à la saison chaude. Sa saison productive varie fortement, de 3 mois au nord à un maximum de huit mois au sud des États-Unis autour du golfe du Mexique.
Dans les meilleures conditions, ses touffes atteignent 1,8 à 2,2 m de haut, mais restent généralement plus courtes que ses consœurs « Andropogon gerardii » ou «  Sorghastrum nutans » de la grande prairie.
Les feuilles mesurent de 30 à 90 cm de long, avec une nervure principale qui leur confère une certaine rigidité.
Les fleurs sont organisées en panicules bien développés mesurant jusqu'à 60 cm de long et produisant généralement une bonne récolte de graines.
Le fruit est élaboré à partir d'une seule fleur (épillet). Il mesure de 3 à 6 mm de long et jusqu'à 1,5 mm de large. Les deux glumes sont présentes et bien développées. Une fois mûr, il prend parfois une teinte rose ou violette terne, alors que la plante prend une teinte jaune-doré à l'automne.
Il est possible de confondre Panicum virgatum avec d'autres espèces de Panicum ainsi qu'avec des espèces appartenant aux genres voisins Echinochloa et Setaria de la famille des Poaceae, vernaculairement appelées « panic », également :
- Echinochloa crus-galli (L.) P.Beauv., le panic pied-de-coq
- Echinochloa muricata (P.Beauv.) Fernald, le panic épineux
- Echinochloa phyllopogon (Stapf) Koso-Pol., le panic phyllopogon
- Setaria italica (L.) P.Beauv., le panic d'Italie
- Setaria verticillata (L.) P.Beauv., le panic verticillé
- Setaria viridis (L.) P.Beauv., le panic vert

## Culture
Elle est plantée au printemps, en même temps que le maïs, puis sa culture est facilitée par un très bon auto-ensemencement dans les champs où elle est cultivée. À la différence du maïs, elle peut prospérer sur des terres marginales, relativement arides et chaudes sans ou avec peu d'engrais.
Du point de vue de la fixation du carbone, c'est une plante dite « en C4 » (comme le maïs ou la canne à sucre) qui a donc un fort potentiel de production de biomasse, même en condition sèche et en zone chaude.
La récolte se fait au moyen d'une moissonneuse et un ensilage en ballots cylindriques ou rectangulaires se fait facilement.

### Intérêt agronomique et écologique
La switchgrass, autrefois considérée comme une mauvaise herbe inintéressante et à éradiquer des champs, est aussi aujourd'hui considérée comme utile pour la restauration ou conservation de sols vulnérables ou dégradés. Son système racinaire très développé, sa hauteur et sa croissance tardive lui permettent de bien protéger les sols contre l'érosion par le vent et l'eau tout en conservant un bon ensoleillement pour d'autres espèces plus printanières.
Elle a été incluse dans des mélanges de semences destinés à protéger des talus ferroviaires ou autoroutiers, par exemple dans le Kansas (par le Kansas Department of Transportation), ou sur des terrils de sites miniers des digues, des barrages, berges de cours d'eau ou d'étangs où elle offre aussi un habitat pour la faune.
Son système racinaire profond (avec celui d'autres dicotylédones et des graminées indigènes) contribue à décolmater les sols, qu'il protège en hiver, et qu'il enrichit en matière organique (Cette plante en stocke dans le sol une quantité presque équivalente à celle produite dans la partie aérienne (= > puits de carbone).
C'est notamment grâce à cette plante que l'actuelle Corn Belt a pu s'installer sur des sols si profonds et riches en humus de qualité (mollisols) de la grande plaine du Midwest, qui comptent encore parmi les plus productifs du monde grâce à cette matière organique enfouie par les graminées entretenues par les bisons.
Les racines de ces plantes ont aussi augmenté la perméabilité et réserve en eau de ses sols, et donc leur fertilité.
Cette plante fournit un fourrage de qualité à de nombreux herbivores sauvages, et un habitat stable riche en bonnes cachettes et des supports pour chrysalides de papillons, toiles d'araignées et pour la vie de nombreux insectes et autres invertébrés, ainsi qu'un très grand nombre de graines pour des centaines d'espèces granivores, dont micromammifères, et de nombreux oiseaux chanteurs et quelques « espèces-gibier » appréciées des chasseurs (faisans, caille..). C'est un habitat particulièrement apprécié du dindon sauvage américain.

#### En France
En 2021, elle est citée dans une fiche action du dispositif  "Certificat d'économie en produits phytosanitaires" (CEPP) créé par le ministère de l'agriculture pour perturber le cycle des bioagresseurs.

### Intérêt cynégétique
La plante offre gîte et couvert à plusieurs espèces de bonne valeur cynégétique

### Inconvénient liée aux cultures intensives
La plante sauvage offre un habitat très intéressant pour de nombreuses espèces. Mais lorsqu'elle est massivement cultivée, ces espèces se trouvent au moment de la récolte brutalement démunies (même si les jeunes sont plus facilement épargnés par les moissonneuses grâce à des récoltes plus tardives que pour d'autres céréales).
Une alternative écologique et parfois cynégétique testée aux États-Unis consiste à ne pas récolter certaines bandes de panic dans les cultures, pour les conserver comme refuge pour les animaux l'hiver. L'année suivante, une autre bande (idéalement jouxtant celle-ci) peut être conservée et s'y superposant pour partie pourra être conservée, et ainsi de suite, année après année de manière à toujours conserver une zone refuge qui peut également abriter de nombreuses autres espèces, y compris dans le sol.

### Inconvénients paysagers
En l'absence de grands herbivores (bison par exemple) ou lorsque ce panic est massivement cultivé pour produire des agrocarburants, c'est une plante qui peut devenir haute et gêner la vision du paysage qu'elle rend parfois monotone. Adulte, elle peut rendre difficile les déplacements humains et de certains agriculteurs qui, dans l'Iowa, ont détourné cet inconvénient en louant leurs terres plantées de Panicum virgatum à la chasse (sans plomb [Quoi ?])[réf. nécessaire].

## Utilisations
Le panic érigé (Panicum virgatum) est une adventice parfois utilisée comme plante fourragère de moyenne qualité. Elle est également parfois cultivée pour couvrir des sols vulnérables à l'érosion hydrique ou éolienne. Bien que considérée comme « mauvaise herbe » par de nombreux agriculteurs, elle est parfois utilisée comme plante ornementale de jardins. Les grandes tiges de la plante ont aussi été utilisées comme fouet pour les châtiments corporels. Plus récemment elle a fait l'objet de cultures industrielles à des fins énergétiques.

### Usage potentiel comme agrocarburant
Parce que très efficace pour produire de grandes quantités de cellulose, cette Poacée pourrait constituer une source alternative de pâte à papier ou selon plusieurs études récentes publiée en 2008 une source intéressante d'agrocarburants ; grâce à un bilan écologique et énergétique bien meilleur que celui du maïs selon Hen Vogel et ses associés (elle produit 540 % d'énergie par rapport à l'énergie fournie pour le produire), en tant que source d'éthanol cellulosique. Cette plante est au cœur de la stratégie d'alternative au pétrole annoncée par le gouverneur du Tennessee, Phil Bredesen, en janvier 2007.
Des recherches sont faites sur une possible gazéification par pyrolyse.

## Galerie

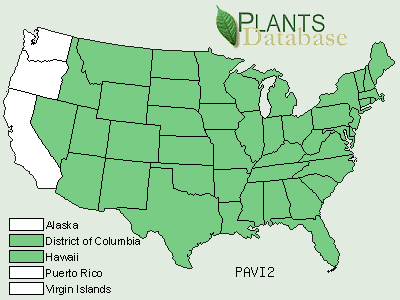
Aire de répartition aux États-Unis
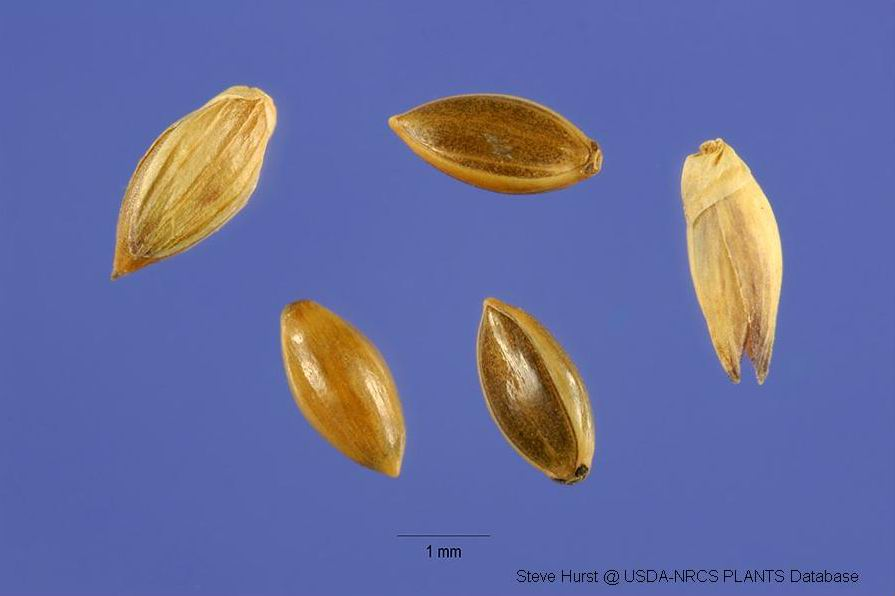
Graines de Panicum virgatum